# Nicolas Chaponnet
Nicolas Chaponnet est un homme politique français né en 1749 à Bar-sur-Seine (Aube) et mort le 16 février 1798 à Troyes.

## Biographie
Homme de loi, il est maire de Bar-sur-Seine et député de l'Aube de 1791 à 1792, siégeant avec la majorité. Il est administrateur du département en l'an IV.